# Geórgios Viziïnós
Geórgios Viziïnós (grec: Γεώργιος Βιζυηνός) fou un psicòleg, narrador, poeta i actor grec, nascut a Vize, a Tràcia oriental (Imperi Otomà) el 8 de març de 1849 i mort en un hospital psiquiàtric a Dromokaïtio (Δρομοκαΐτειο Ψυχιατρείο), prop d'Atenes, el 15 d'abril de 1896. És conegut sobretot pels seus contes, havent introduït a Grècia, sota la influència de Vikelas, la literatura costumista.

## Biografia
El cognom de Geórgios Viziïnós prové del nom de la ciutat on va néixer (Vize), a Tràcia oriental, llavors a l'Imperi Otomà, el 8 de març de 1849. Pertanyia a una família grega pobra i ortodoxa en una regió turca i musulmana. La seva mare, Despina (1827-1907) quedà òrfena a quatre anys. El seu pare, Mikhalis (1813-1854) era un venedor ambulant. Geórgios tenia dos germans supervivents: Khristakis, el seu germà gran (mort l'any 1877) i Mikhalis, el seu germà petit. Les seves dues germanes, Anna i Annió van morir durant la seva infantesa.
El 1860, Geórgios era aprenent d'un sastre a Istanbul. No obstant això, la defunció d'aquest el 1862 va comportar-li un període d'inestabilitat del qual no se'n sap gran cosa. La seva família no tingué notícies d'ell fins al 1868. Es considera que hauria estat el protegit d'un comerciant de Xipre. És en aquell any que hom el retroba a Nicòsia, frare convers davant l'arquebisbe de la ciutat, Sophronius. Va començar llavors els seus estudis. El 1870, Geórgios s'allotjava al monestir de l'església de Sant Procopi, on oficiava com a cantor. Llavors s'enamorà d'una jove veïna, Hélène Fysendzidi de 12 o 13 anys. Li dedicà les seves primeres produccions literàries, poemes en que evocava la seva divisió entre el seu amor carnal i la seva vocació religiosa.
No obstant això, el 1872, va acompanyar el seu arquebisbe a Istanbul i no va tornar mai més a Xipre. Així, es va inscriure a l'escola de teologia a l'illa de Halki, al mar de Màrmara. El poeta cec, Hélias Tandalidis, un dels seus mestres, el va empènyer a prosseguir la seva obra literària. Esdevingut l'any següent el «protegit» d'un ric grec, Geórgios Zarifis, va ser, gràcies a aquest, que es publicà la seva primera obra. Primícies poétiques (Ποιητικά Πρωτόλεια) va aparèixer llavors a Istanbul. Va ser Zarifis qui va finançar també la seva primera estada a Atenes, el mateix any, per efectuar-hi la seva revàlida al liceu de Plaka.
El 1874, Geórgios Viziïnós va començar els seus estudis a la Universitat Nacional i Capodistriana d'Atenes. A continuació, l'any següent, sempre gràcies al finançament de Zarifis, els va prosseguir a la Universitat de Göttingen, en filosofia i psicologia. Hi va seguir els cursos de Rudolf Hermann Lotze, citat en un dels seus contes(« Les seqüeles d'una antiga història»). El 1877 continuava estudiant filosofia i psicologia, però a la Universitat de Leipzig, amb Wilhelm Wundt. No obstant això, segons els seus coneguts d'aleshores, es dedicava a gastar els diners que li enviava el seu protector i a somiar de fer fortuna. El 1878, va estar-se a Atenes i Istanbul, i l'any següent a Berlín. El 1881, va defensar la seva tesi de psicologia a Leipzig, Das Kinderspiel in Bezug auf Psychologie und Pädagogik.
El 1875 va escriure una tragèdia en cinc actes Diamanto, perduda des d'aleshores. El seu recull de poemes Brises del Bòsfor, de 1876, va ser rebut de forma dividida a Atenes. Va rebre un premi, però la jove generació d'intel·lectuals, Emmanuïl Roïdis al capdavant, el va criticar fortament, en considerar-lo pretensiós. Després d'un nou recull l'any 1877, Hespèrides, va començar a publicar contes a la revista atenesa L'Educació dels nens a partir de 1879. El 1882, a Atenes, va tenir el seu primer paper com a actor en una obra de Dimitrios Koromilas una representació al palau reial. El 1883, era a París i Londres, on freqüentava els ambients literaris. El seu primer conte «El pecat de la meva mare» fou publicat, en francès, a la Nova Revista a París el primer d'abril de 1883. La traducció s'atribueix al marquès Queux de Saint-Hilaire, amb l'aval de l'autor, essent transliterat el seu nom com a «G. M. Bizyénos». La versió original va aparèixer 15 dies més tard, a Hestia a Atenes, que va publicar també « Entre el Pireu i Nàpols » l'agost i «Qui fou l'assassí del meu germà ?» l'octubre-novembre.
El 1884, després de la mort de Zarifis, Geórgios Viziïnós es va instal·lar a Atenes on va defensar una tesi d'història de la filosofia (La Filosofia del Bonic en Plini), va publicar contes («Les seqüeles d'una antiga història», el gener de 1884 a Hestia; « El primer de maig », el maig de 1884 a Acropolis ; « L'únic viatge de la seva vida », juny-juliol 1884 a Hestia) i treballs científics (Estudis psicològics del Bonic l'any 1885). No obstant això, fou sempre molt mal acollit pels cercles literaris del capital grega, que el trobaven massa arribista i massa provincià.
De 1885 a 1889, va compartir el seu temps entre Atenes i el seu poble natal a Tràcia, on hi havia comprat una mina, esperant trobar-hi or i fer fortuna, vanament. El 1890, ensenyava rítmica i art dramàtic al conservatori d'Atenes. Aquest mateix any, la seva « malaltia mental » (probablement lligada a una sífilis) va ser evocada per la primera vegada i va constituir la raó de la seva estada de curació a Bad Gastein. El 1892, es va enamorar de Bettina Fravassili, un dels seus alumnes (l'edat de la qual s'ha estimat entre 13 i 15 anys). No obstant això, en empitjorar el seu estat mental, els seus pròxims van decidir d'internar-lo. Sota el pretext de la portar-lo a les noces que l'unirien a Bettina, el van fer pujar a una calesa, el 14 d'abril de 1892, que el va deixar en el recinte de l'hospital psiquiàtric de Dromokaïtio (Δρομοκαΐτειο Ψυχιατρείο), prop d'Atenes, que no abandonaria mai més.
A l'hospital alternava els períodes d'incoherència amb els de lucidesa, durant els quals escrivia poemes i contes (els seus amics van publicar-li« Moskov-Sélim » a Hestia el 1894) i traduïa els poetes alemanys. Es va interessar també per l'obra d'Ibsen. El maig de 1895, un article de Hestia evocava una trobada amb Viziïnós a l'hospital. Se'l comparava a un « Maupassant grec ».
Finalment, completament paralitzat, va morir el 15 d'abril de 1896. En el moment de les seves exèquies, fou Kostís Palamàs qui va pronunciar el seu elogi fúnebre.

## Obra

### Obres de Viziïnós
- Poesies:
  - Primícies poètiques (Ποιητικά Πρωτόλεια), Istanbul, 1873
  - Brises del Bòsfor (Βοσπορίδες Αύραι), 1876
  - Hespèrides (Εσπερίδες), 1877
- Contes :
  - 1883 «El pecat de la meva mare» (Le Péché de ma mère  / Το αμάρτημα της μητρός μου) (París, Atenes)
    - Traducció al català de Joan Castellanos i Vila[8]

  - 1883 «Entre el Pireu i Nàpols» (Μεταξύ Πειραιώς και Νεαπόλεως), Atenes
    - Traducció al català de Gemma Fortea[8]

  - 1883 «Qui fou l'assassí del meu germà?» (Ποίος ήτον ο φονεύς του αδελφού μου ), Atenes
    - Traducció al català de Jaume Almirall[8]

  - 1884 «Les seqüeles d'una antiga història» (Αι συνέπειαι της παλαιάς ιστορίας), Atenes
    - Traducció al català de Montserrat Franquesa i Quim Gestí[8]

  - 1884 «L'únic viatge de la seva vida» (Το μόνον της ζωής του ταξείδιον), Atenes
    - Traducció al català de Pere Casadesús i Laura Lucas[8]

  - 1884 «El primer de maig» (Πρωτομαγιά), Atenes
    - Traducció al català de Joan Carles Blanco[8]

  - 1894 «Moskov-Selim» (Ο Μοσκώβ-Σελήμ), Atenes
    - Traducció al català d'Antoni Góngora[8]
- Articles periodístics
  - «Per què la milià no es va tornar milea»
    - Traducció al català de Rubén Montañés[8]
- Estudis:
  - 1885 Estudis psicològics del bonic (Ψυχολογικαί μελέται επί του καλού), Atenes

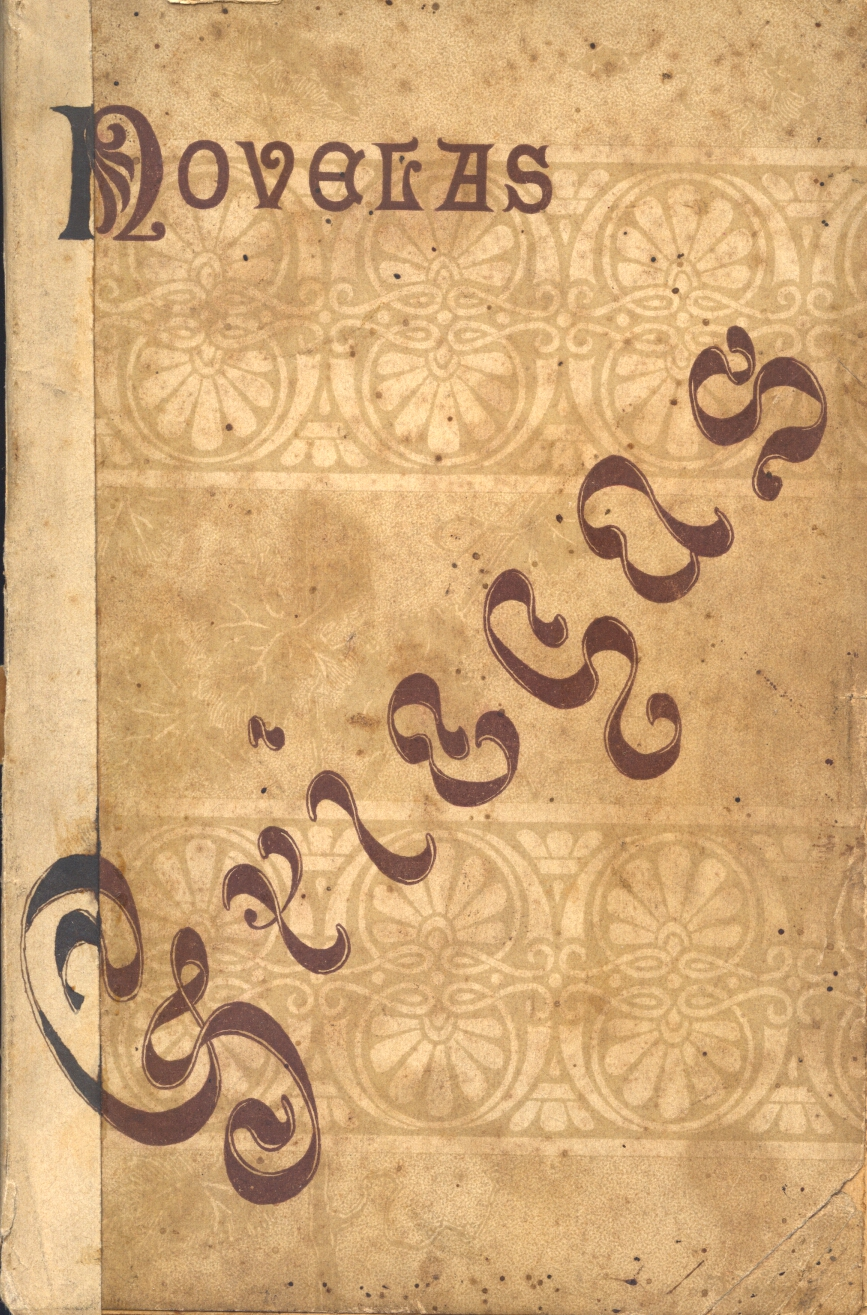
Portada de "Novelas griegas" (trad. d'Antoni Rubió i Lluch. Barcelona, 1893), que conté el relat "Expiación de mi madre" ("El pecat de la meva mare"), de Viziïnós}

### Recepció a Catalunya
L'any 1893 es va publicar a Catalunya, en versió castellana, una antologia de relats que duia per títol Novelas griegas. El traductor, que firmava amb les sigles A.R. y LL., era el neohel·lenista Antoni Rubió i Lluch. El llibre conté una breu però il·lustrativa introducció sobre la literatura grega i inclou el relat «Expiación de mi madre» (El pecat de la meva mare), de Viziïnós, aparegut deu anys abans, així com cinc relats més, de Drossinis, Eftaliotis, Palamàs i Vikelas respectivament, tots ells de la generació literària grega de Viziïnós, contemporània del propi Rubió, l'anomenada generació dels 80. Aquesta generació literària fou la que, per primer cop des de la independència de Grècia, el 1830, va acabar amb l'aïllament cultural de quatre segles de dominació otomana, entrant en contacte amb els moviments literaris europeus del moment, assolint el reconeixement de cercles intel·lectuals de França, Anglaterra i Alemanya.

### Traducció al català
- Viziïnós, Geórgios; Gestí, Joaquim (edició); Skandami, Kleri (pròleg). Contes.  Barcelona: Edicions de 1984, febrer 2006 (Col. Mirmanda, 37). ISBN 9788496061637.[10]